# Max Heinrich von Seubert
Max Heinrich Karl Weiprecht von Seubert (* 30. August 1891 in Mannheim; † 3. August 1975 in Seehausen am Staffelsee) war ein deutscher Unternehmer.

## Leben
Seubert war ein Sohn des Offiziers und späteren Ehrenbürgers der Stadt Mannheim Max Seubert (ab 1908: Max von Seubert) und dessen Ehefrau Valentine Melanie Seubert geb. Lanz. Er besuchte Gymnasien in Köln, Bonn und Mannheim. Während seines durch den Ersten Weltkrieg unterbrochenen Studiums an der Rheinischen Friedrich-Wilhelms-Universität Bonn wurde er 1913 Mitglied des Corps Borussia Bonn. Von Seubert war Mitinhaber bzw. ab 1925 Aktionär und Aufsichtsratsmitglied der Heinrich Lanz AG in Mannheim. Er war verheiratet mit Selimé Wardia Selim Pacha Melhamé. Er lebte im Haus Wetterstein, einem von dem Münchener Architekten Emanuel von Seidl in Seeleiten in Oberbayern erbauten Landhaus.